# Sjtjerbakovkedjan
Sjtjerbakovkedjan är en bergskedja i Antarktis, Den ligger i Östantarktis döpt efter geologen Dmitirj Sjtjerbakov. Norge gör anspråk på området.